# سوزان وارد
سوزان وارد (بالإنجليزية: Susan Ward)‏ هي عارضة وممثلة أمريكية، ولدت في 15 أبريل 1976 في الولايات المتحدة.

## أعمال

### أفلام
- (1997) الإغراء الجديد
- (2001) هال السطحي[4]
- (2005) اثنان من أجل المال[5]

## وصلات خارجية
- سوزان وارد على موقع IMDb (الإنجليزية)
- سوزان وارد على موقع روتن توميتوز (الإنجليزية)
- سوزان وارد على موقع ألو سيني (الفرنسية)
- سوزان وارد على موقع أول موفي (الإنجليزية)
- سوزان وارد على موقع قاعدة بيانات الأفلام السويدية (السويدية)
- سوزان وارد على موقع إن إن دي بي (الإنجليزية)
- سوزان وارد على موقع قاعدة بيانات الفيلم (الإنجليزية)
- سوزان وارد على موقع كينوبويسك (الروسية)